# JiCé
JiCé, de son vrai nom Jean-Jacques Courtial, est un auteur de bande dessinée et illustrateur français, né le 22 avril 1957.

## Biographie
Dessinateur professionnel pour des studios de dessin animé puis illustrateur ou dessinateur de presse, Jicé s’est lancé dans la bande dessinée à la suite d’une rencontre avec le scénariste Parno.

## Œuvres

### Albums illustrés
- (oc) Melí e Zelí, collection d'albums dessinés avec des légendes, textes (en occitan) de Raymond Gougaud et dessins de Jean-Jacques Courtial alias JiCé[2], (IEO Aude-Vendémias, 1989, 1990, 1991 - 1992).

### Bandes dessinées
- L'Âge des corbeaux[3],[4], scénario de Parno, dessins et couleurs de JiCé, Vents d'Ouest, 2010.
- Ecolomancho, scénario de Parno, dessins et couleurs de JiCé, Éditions Pat à Pan 
  - Ecolomancho, tome 1 : Éternelle banquise[5],[6],[7], 2013.
  - Ecolomancho, tome 2 : Pas de panique, 2014.